# 秋田県道37号琴丘上小阿仁線
秋田県道37号琴丘上小阿仁線（あきたけんどう37ごう ことおかかみこあにせん）は、秋田県山本郡三種町から北秋田郡上小阿仁村に至る県道（主要地方道）である。

## 概要
八郎潟の東部承水路東側の山本郡三種町・鹿渡交差点から路線が始まり、約600メートルで秋田自動車道 琴丘森岳ICに接続する。その後秋田自動車道の本線料金所付近を立体交差したのち、おおむね東へ向かう。三種町上岩井川小新沢を過ぎると、大荒沢川に沿って上流の源流付近までさかのぼり、そのまま町村境界を越えて、終点の手前1キロメートルまで東に向かい、左折して終点に至る。
終点から1キロメートル手前までは旧国道285号だった区間で、本県道は左折して国道285号（北秋田市方面）交点へ向かうが、右折をして村道（旧国道285号区間）を進んでも、同じく国道285号（五城目町方面）に接続する。

### 路線データ
- 総延長 : 22.481 km[2]
- 実延長 : 20.884 km[2]
- 起点 : 秋田県山本郡三種町鹿渡字西小瀬川161番地先（国道7号・秋田県道54号男鹿琴丘線交点、鹿渡交差点）[3]
- 終点 : 秋田県北秋田郡上小阿仁村大林字上村下タ3番1（国道285号交点）[3]
- 未供用区間 : なし[2]

## 歴史
- 1976年（昭和51年）7月10日 - 秋田県道に認定される[3]。
- 1993年（平成5年）5月11日 - 建設省から、県道琴丘上小阿仁線が琴丘上小阿仁線として主要地方道に指定される[4]。

## 路線状況

### 重複区間
- 秋田県道4号能代五城目線（三種町上岩川・地内）、約1.6km[2]

### 冬期閉鎖区間
- 区間 : 山本郡三種町川原仮戸 - 北秋田郡上小阿仁村小田瀬[5]
  - 期日 : 12月初旬 - 翌年4月[6]

### 交通不能区間
- なし[7]

### 道路施設
- 琴丘森岳IC - 秋田自動車道

## 地理

### 通過する自治体
- 山本郡三種町
- 北秋田郡上小阿仁村

### 交差する道路
| 施設名     | 接続路線名                     | 備考              | 所在地                                                           |
| ---------- | ------------------------------ | ----------------- | ---------------------------------------------------------------- |
| 鹿渡交差点 | 国道7号 秋田県道54号男鹿琴丘線 | 起点 県道54号終点 | 山本郡三種町鹿渡                                                 |
| 琴丘森岳IC | E7 秋田自動車道                |                   | 山本郡三種町鹿渡                                                 |
|            | 秋田県道4号能代五城目線        | （重複区間）      | 山本郡三種町上岩川・地内北緯40度3分27.3秒 東経140度8分47.3秒     |
|            | 秋田県道314号濁川上岩川線      | 県道314号終点     | 山本郡三種町上岩川字小新沢北緯40度2分38.62秒 東経140度11分6.39秒 |
|            | 国道285号                      | 終点              | 北秋田郡上小阿仁村大林                                           |

### 沿線の施設など
- 琴丘郵便局
- JR東日本 奥羽本線 鹿渡駅
- 三種町立琴丘中学校
- 上岩川郵便局